# Бугай, Томаш
Томаш Бугай (пол. Tomasz Bugaj; род. 11 декабря 1950, Кломнице, гмина Кломнице, Ченстоховский повят) — польский дирижёр.

## Биография
Окончил музыкальную школу в Ченстохове по классу фортепиано Вацлавы Сакович (1896—1987), ученицы Рудольфа Валашека и Генрика Мельцера, затем Государственную высшую музыкальную школу в Варшаве (1974) по классу дирижирования Станислава Вислоцкого, одновременно изучал музыковедение в Варшавском университете. В 1976 г. был удостоен специальной премии на Международном конкурсе дирижёров имени Джино Маринуцци в Сан-Ремо, в 1978 г. выиграл Международный конкурс дирижёров в Бристоле.
Сразу по завершении дирижёрского образования начал работать в Варшавской камерной опере, пройдя путь до её музыкального руководителя (1984—1988), гастролировал с этим коллективом в США. Одновременно в 1980—1984 гг. художественный руководитель Симфонического оркестра Поморской филармонии в Быдгоще. В 1987—1990 гг. возглавлял Симфонический оркестр Лодзинской филармонии имени Артура Рубинштейна, в 1998—2005 гг. — Симфонический оркестр Краковской филармонии. В 2006—2008 гг. музыкальный руководитель Национальной оперы в Варшаве. Выступал также в Германии, Великобритании, Испании, Норвегии, Швейцарии, России и т. д.
В 1997—2005 гг. преподавал в Краковской музыкальной академии, с 2000 г. заведовал кафедрой дирижирования. С 2006 г. заведует кафедрой дирижирования варшавского Музыкального университета имени Фредерика Шопена.